# Венский гей-прайд

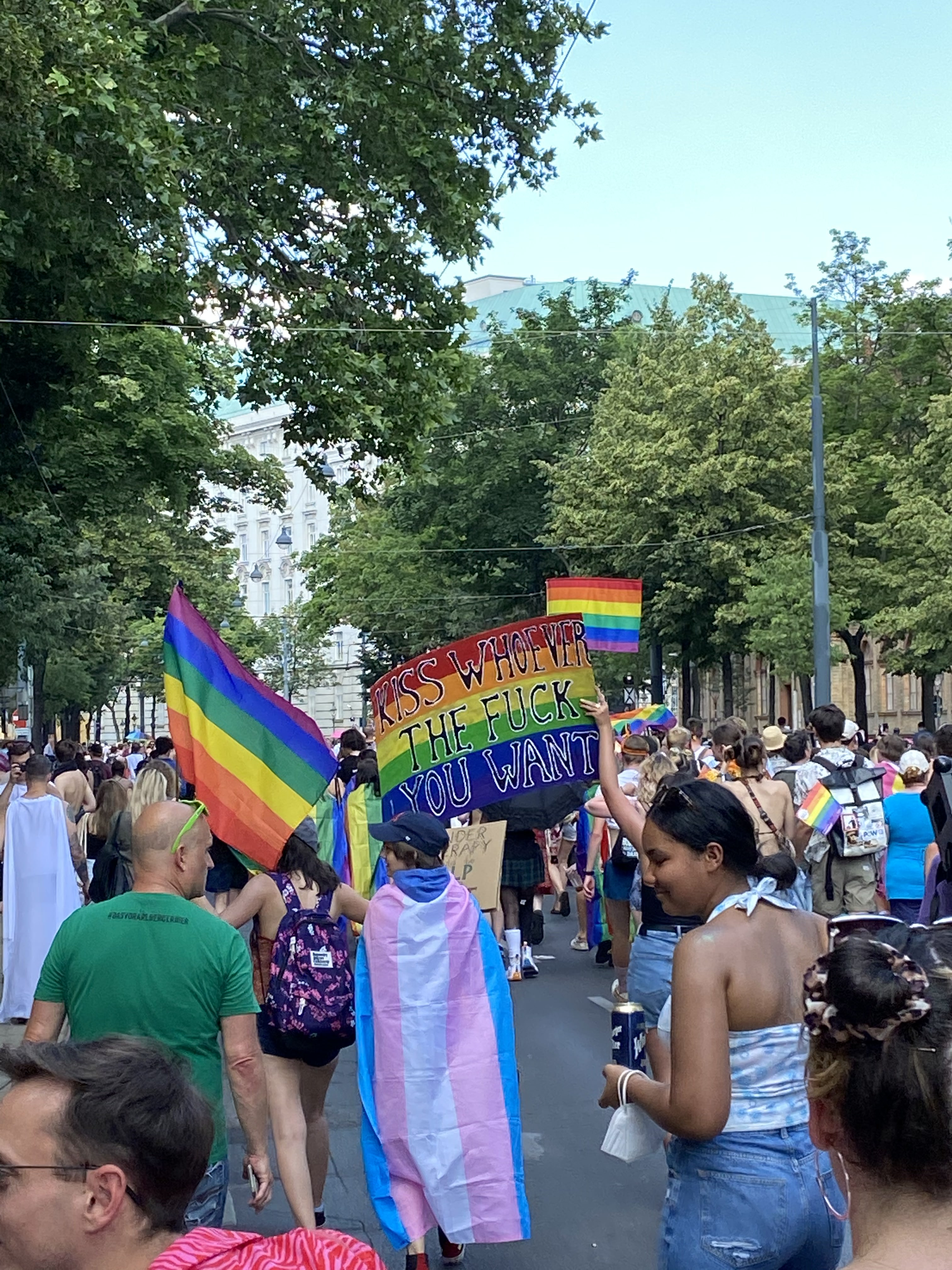
Гей-парад в Вене в 2021 году

Венский гей-прайд — это мероприятие, которое проходит в австрийской столице каждый год в поддержку ЛГБТ+. Он включает в себя парад - Regenbogen-Parade (Радужный парад), который проходит центральными улицами Вены.
Впервые венский парад был неофициально проведен в 1982, куда пришло около 100 человек. Два года спустя улицами Вены прошел уже разрешенный властями первый радужный парад, на котором появилось приблизительно 300 человек.
Венский гей-прайд стал ежегодным традиционным фестивалем лишь в 1996 году и с тех пор проводится каждый год в июне или начале июля в субботу. Как правило, главному маршу предшествует ряд культурных, спортивных и развлекательных мероприятий в течение двух недель.
В 2001 и 2019 году в Вене был проведен Европрайд, куда приезжали желающие пройти общей радужной колонной из всей Европы.
Обычно около 100 тысяч человек принимают участие в финальном шествии.